# Matt Cross
Matthew Capiccioni (Cleveland, 31 de diciembre de 1980) es un luchador profesional estadounidense, más conocido como Matt Cross. También ha trabajado bajo los nombres de M-Dogg 20 y Son of Havoc. Actualmente trabaja en el circuito independiente y Major League Wrestling. También fue concursante de la quinta temporada de WWE Tough Enough.

## Carrera

### Circuito independiente (2001-presente)
Capiccioni es uno de los luchadores más experimentados del circuito independiente.

### WWE
Capiccioni lucho junto con Jamin Olivencia contra Curt Hawkins y Vance Archer, siendo derrotados.

#### Tough Enough (2011)
Capiccioni participó en la quinta temporada de Tough Enough compitiendo por un contrato en la WWE, pero fue eliminado en el segundo episodio por supuestamente no mostrar bien sus habilidades

### National Wrestling Alliance (2019-presente)
Cross apareció en un evento de la National Wrestling Alliance el 5 de enero de 2019. Luchó contra Willie Mack en NWA New Years Clash por el Campeonato Nacional de Peso Pesado de la NWA en un esfuerzo por perder.
Cross regresó a la National Wrestling Alliance el 24 de enero de 2020 en su Hard Times PPV, compitiendo en el torneo TV Title.

## Campeonatos y logros
- Lucha Libre AAA Worldwide
  - Best High-flyer award (2017)[1]

- Lucha Underground
  - Lucha Underground Trios Championship (3 veces) – con Angélico & Ivelisse (2)[2] & Killshot & The Mack (1)[3]
  - Unique Opportunity Tournament (2016)[4]